# Liste der Kulturdenkmale in Karlsruhe-Mühlburg

Wappen von Mühlburg

In der Liste der Kulturdenkmale in Karlsruhe-Mühlburg werden alle unbeweglichen Bau- und Kunstdenkmale in Mühlburg (Karlsruhe) aufgelistet, die in der städtischen „Datenbank der Kulturdenkmale“ geführt sind.
Diese Liste ist nicht rechtsverbindlich. Eine rechtsverbindliche Auskunft ist lediglich auf Anfrage bei der Unteren Denkmalschutzbehörde der Stadt Karlsruhe erhältlich.

## Liste
| Bild           | Bezeichnung                                                       | Lage | Datierung                 | Beschreibung | ID |
| -------------- | ----------------------------------------------------------------- | --- | ------------------------- | --- | -- |
|                | Wohnhaus                                                          | Bachstr. 27 | 1910                      | Wohnhaus, dreigeschossig und traufständig, zweigeschossiger Erker, rustiziertes Erdgeschoss. |    |
|                | Wohnhaus                                                          | Bachstr. 28 | 1905                      | Dreigeschossiges Wohnhaus mit Mansardwalmdach und Eckerker, halb freistehend. Geschützt nach § 2 DSchG |    |
|                | Wohnhaus                                                          | Bachstr. 32 | 1910                      | Dreigeschossiges Wohnhaus in Ecklage, Risalite mit Giebeldreiecken, zugehörige Einfriedung. Geschützt nach § 2 DSchG |    |
|                | Wohnhaus                                                          | Bachstr. 34 | 1910                      | Wohnhaus, dreigeschossig, halb freistehend, Zwerchhaus mit zweigeschossigem Erker, zugehöriger Pferdestall der Dragoneroffiziere, später Werkstatt und Atelier des Künstlers Horst Kohlem. Geschützt nach § 2 DSchG |    |
|                | Wohn- und Geschäftshaus                                           | Bachstr. 39 | 1900                      | Wohn- und Geschäftshaus, viergeschossig, mit zweigeschossigem Erker. |    |
|                | Wohnhaus                                                          | Bachstr. 40a | 1900                      | Wohnhaus, dreigeschossig, mit dreigeschossigem Erker aus Sichtmauerwerk. Geschützt nach § 2 DSchG |    |
|                | Wohnhaus                                                          | Bachstr. 40b | 1900                      | Wohnhaus, dreigeschossig, zweigeschossiger Erker mit geschweiftem Giebel, bauzeitliche Haustür und Schwingtür, Jugendstilfliesen, Treppenhaus. Geschützt nach § 2 DSchG |    |
|                | Wohnhaus                                                          | Bachstr. 40c | 1900                      | Wohnhaus, dreigeschossiger Eckerker mit Sichtmauerwerk und geschweiftem Ziergiebel. Geschützt nach § 2 DSchG |    |
|                | Wohnhaus mit Laden                                                | Bachstr. 43 | 1900                      | Wohnhaus mit Laden, viergeschossig, über dem Laden zweigeschossiger Erker mit Loggia. Geschützt nach § 2 DSchG |    |
|                | Wohnhaus                                                          | Bachstr. 44 | 1900                      | Wohnhaus, viergeschossig, über dem Eingang bez. „G. FABRY“. |    |
|                | Wohn- und Gasthaus                                                | Bachstr. 52, Gluckstr. 1                                                                                          | 1904                      | Wohn- und Gasthaus, viergeschossiges Eckhaus mit turmbekröntem Eckerker, profilierte Tür- und Fenstergewände im gotisierenden Stil. Geschützt nach § 2 DSchG |    |
|                | Wohnhaus                                                          | Bachstr. 54 | 1900                      | Wohnhaus, viergeschossig, betonte Eckquader, Zwerchgiebel mit Zierfachwerk (heute verdeckt). |    |
|                | Wohnhaus mit Laden                                                | Bachstr. 56 | 1900                      | Wohnhaus mit Laden, viergeschossig, zwei Seitenrisalite. Geschützt nach § 2 DSchG |    |
|                | Wohnhaus                                                          | Bachstr. 58 | 1900                      | Wohnhaus, viergeschossig, helle Klinkerfassade mit dunklem Streifen und Rautenmuster. Geschützt nach § 2 DSchG |    |
|                | Wohn- und Geschäftshaus in Ecklage zur Philippstr.                | Bachstr. 59 | 1904                      | Wohn- und Geschäftshaus in Ecklage zur Philippstr., viergeschossig mit Kolossalpilastern, zweigeschossiger Eckerker, darüber Dreiecksgiebel. Geschützt nach § 2 DSchG |    |
|                | Wohn- und Gasthaus                                                | Bachstr. 69 | 1900                      | Wohn- und Gasthaus, viergeschossig, große Fensteröffnungen Korbbögen im EG, übergiebelter Dachbalkon. |    |
|                | 1978 Bohtz-Liste erhaltenswert                                    | Bachstr. 77 | 1905                      | 1978 Bohtz-Liste erhaltenswert, 2006/Kie PrüffallWohnhaus, viergeschossig, EG verklinkert, ornamentierte Fensterstürze, über dem Durchfahrtsbogen bez. „S.Z. 1905“ |    |
|                | Wohnhaus                                                          | Bachstr. 81 | 1905                      | Wohnhaus, viergeschossig, Sichtmauerwerk im EG und teilw. 1. OG. |    |
|                | Wohnhaus in Ecklage                                               | Brahmsstr. 12 | 1900                      | Wohnhaus in Ecklage, dreigeschossig, Mansardwalmdach, Gebäudekante Rundturm mit Zeltdach. Geschützt nach § 2 DSchG |    |
|                | Ehem. Friedrichs-Waisenhaus                                       | Stösserstr. 17 | 1899                      | Ehem. Friedrichs-Waisenhaus, heute Firma Kondima, zweigeschossiger und backsteinsichtiger Gebäudekomplex in den Stilformen der Neorenaissance, nach Plänen des Architekten Emil Schweickhardt, 1899 durch den Großherzog eingeweiht, zugehörige Grün- und Freiflächen, jüngere Fabrikanlagen auf der Parzelle gehören nicht zum Schutzgut Geschützt nach § 2 DSchG |    |
|                | Ehem. Herrschaftshaus der Seldeneck'schen Brauerei                | Hardtstr. 37 | 1850                      | Ehem. Herrschaftshaus der Seldeneck´schen Brauerei, neubarocker Villenbau mit Einfriedung und Garten, um 1850 errichtet, 1886 und 1929 verändert, heute Verwaltungsgebäude, in axialem Bezug zu den Fabrikgebäuden (Hardtstr. 37a) Geschützt nach § 2 DSchG |    |
|                | Ehem. Mühlburger Bahnhof                                          | Fliederstr. 1 | 1862                      | 1979 Anbau zugestimmt, 2004 Fassadensanierung, Ehem. Mühlburger Bahnhof, 1862 als Bahnhof der Maxaubahn in Betrieb genommen, heute Jugendtreff Mühlburg. Geschützt nach § 2 DSchG |    |
|                | Eisenbahnbrücke                                                   | Lutherisch Wäldele, Mühlburg                                                                                      | 1921                      | Eisenbahnbrücke, einjochige, kleine Massivkonstruktion, 1921 für die zweite Hafenbahn zum Rheinhafen errichtet, jedoch nie in Betrieb genommen Geschützt nach § 2 DSchG |    |
| Weitere Bilder | Evangelische Karl-Friedrich-Gedächtniskirche                      | Karl-Friedrich-Gedächtniskirche, Hardtstr. 56                                                                     | 1786                      | Evangelische Karl-Friedrich-Gedächtniskirche, nach Plänen des Hofarchitekten Johann Friedrich Weyhing, 1903 umgebaut, unter anderem Turm aufgestockt mit neobarockem Helm, damals zu Ehren des Markgrafen Karl Friedrich von Baden umbenannt, zerstört 1944, Wiederaufbau mit einem in seiner Ausrichtung umgekehrten Innenraum von Prof. Gisbert von Teuffel 1949–51, zugehörige Ausstattung mit Glocken, Orgel, Gestühl, Emporen, Kanzel, Taufstein und Altar, Treppen, Aufbewahrungschränken hinter der Orgelempore, Grabstein von 1714 (1978/79 in Karl-Friedrich-Gedächtniskirche übertragen) Geschützt nach § 28 DSchG |    |
|                | Friedhof Mühlburg, Denkmal für die Verstorbenen beider Weltkriege | Lerchenstr. 7 | 1961                      | Denkmal im Friedhof Mühlburg für die Verstorbenen beider Weltkriege, Skulptur einer knienden Frau aus Sandstein von Carl Egler, zugehörige Sandsteinkreuze. Geschützt nach § 2 DSchG |    |
|                | Friedhof Mühlburg, Gedenktafeln und Gedenkstein                   | Lerchenstr. 7 |                           | Gedenktafeln und Gedenkstein im Friedhof Mühlburg für die in beiden Weltkriegen gefallenen Mitglieder des VfB Mühlburg. Geschützt nach § 2 DSchG |    |
|                | Gasthof                                                           | Lameystr. 36 | 1908                      | Ehem. Hotel Anker, heute Obdachlosenheim. Geschützt nach § 2 DSchG |    |
|                | Gasthof Ritter                                                    | Hardtstr. 25, Rheinstr. 50                                                                                        | 1778                      | Gasthof Ritter, zweigeschossig, EG massiv, OG Fachwerk mit Giebel, Schlussstein bez. „E W 1778“ mit Bäckersymbol. Geschützt nach § 28 DSchG |    |
|                | Gefallenendenkmal für die Soldaten des Krieges                    | Lindenplatz | 1886                      | Denkmal für die gefallenen Soldaten des Deutsch-Französischer Krieg, Obelisk und Sockel aus rotem Sandstein, Widmungstafel aus Syenit, 1886–87 von Friedrich Wilhelm Volke für das Denkmalkomitee Mühlburg, Einfriedung aus Schmiedeeisen nach 1925 entfernt, 1931 Widmungsinschrift für die Gefallenen 1914–18, 1945 „UNSEREN GEFALLENEN AUS ALLEN WELTKRIEGEN“ gewidmet, 1965 um wenige Meter versetzt. Geschützt nach § 2 DSchG |    |
|                | Wohnhaus in Ecklage                                               | Geibelstr. 1, 1a                                                                                                  | 1900                      | Wohnhaus in Ecklage, viergeschossiger Jugendstilbau mit Fachwerk-Elementen des Heimatstils, geschweifte Giebel, zwei Treppenhäuser mit gut überlieferter Ausstattung. Geschützt nach § 2 DSchG |    |
|                | Wohn- und Geschäftshaus                                           | Geibelstr. 12 | 1903                      | Wohn- und Geschäftshaus, viergeschossig, Ornamentik neugotisch (Maßwerk) und im Jugendstil, zugehöriges Bäckereigebäude auf dem Hof, 1903 von Theodor Kempermann für Philipp Stauchs Ehefrau. Schweinestall von 1916. Geschützt nach § 2 DSchG |    |
|                | Wohn- und Geschäftshaus in Ecklage                                | Geibelstr. 2a | 1900                      | Wohn- und Geschäftshaus in Ecklage, viergeschossiger Jugendstilbau, Bossenmauerwerk im EG und teilw. 1. OG, ansonsten verputzte Fassade, profilierte Fenstergewände, viergeschossiger Erker. Geschützt nach § 2 DSchG |    |
|                | Wohnhaus in Ecklage                                               | Geibelstr. 4, 6, Glümerstr. 7                                                                                     | 1900                      | Viergeschossiges Eckhaus, EG durchgehend in Sichtmauerwerk bis Fensterbankgesims, zwei Stufengiebel. |    |
|                | Evangelisches Gemeindehaus                                        | Geibelstr. 5 | 1901                      | Ehemaliges evangelisches Gemeindehaus, heute Wohnhaus und Kindergarten, Straßenfassade und Dach mit Fenstern und Türen 1901 im Jugendstil nach Plänen des Architekten Emil Deines. Geschützt nach § 2 DSchG |    |
|                | Wohnhaus                                                          | Geibelstr. 8 | 1900                      | 1982 KD, Umbau des Wohnhauses mit Auflagen genehmigt Wohn- und Gasthaus in Ecklage, viergeschossig, aufwändig verzierte Fensterbrüstungen. Geschützt nach § 2 DSchG |    |
|                | Doppelwohnhaus in Ecklage                                         | Gluckstr. 21, Ludwig-Marum-Str. 41                                                                                | 1929–30                   | Doppelwohnhaus in Ecklage, viergeschossig, von Emil Brannath für den Mieter- und Bauverein Karlsruhe. Geschützt nach § 2 DSchG |    |
|                | Wohnhaus mit Werkstatt                                            | Gluckstr. 7 | 1904                      | Wohnhaus mit Werkstatt, viergeschossig mit Jugendstilfassade, von E. Renkert für den Schlossermeister Eduard Städele. Geschützt nach § 2 DSchG |    |
|                | Wohnhaus                                                          | Glümerstr. 14 | 1902                      | Wohnhaus, viergeschossig, am Giebel bez. „ERBAUT 1902“. |    |
|                | Wohn- und Geschäftshaus                                           | Glümerstr. 16 | 1905                      | Wohn- und Geschäftshaus, viergeschossig, Fassadendekor mit Anklängen an den Neubarock und Jugendstil, im Erdgeschoss Ladenlokal, von dem Architekten August Schmidt aus Karlsruhe für den Zimmermeister Zimmer & Erne. Geschützt nach § 2 DSchG |    |
|                | Wohnhaus in Ecklage                                               | Glümerstr. 20, Nuitsstraße                                                                                        | 1899                      | Wohnhaus in Ecklage, viergeschossig, mit viergeschossigem übergiebeltem Erker, von H. Bastel für Zimmermeister Ernst Oberle, 1905 Ladeneinbau im Erdgeschoss an der Gebäudeecke (Ladentür, zwei Schaufenster) im Erdgeschoss für Ernst Oberle von Emil Brannath, heute wieder Wohnung. Geschützt nach § 2 DSchG |    |
|                | Wohnhaus                                                          | Glümerstr. 8 | 1900                      | Viergeschossiges Wohnhaus, Sichtmauerwerk im EG, Eingangstor mit Jugendstildekor. |    |
|                | Hafendirektion                                                    | Werftstr. 2 | 1900–1901                 | Hafendirektion, von August Stürzenacker. Geschützt nach § 2 DSchG |    |
|                | Hardtschule, heute Vogesen- und Kimmelmannschule                  | Hardtstr. 1 | 1874                      | Hardtschule, heute Vogesen- und Kimmelmannschule, 1907–1909 als Volksschule durch das Hochbauamt Karlsruhe, dreigeschossiger Bau über asymmetrisch T-förmigem Grundriss, Hausteinfassade, 1942 ausgebrannt, nach dem 2. Weltkrieg aufgestockt, Südwestecke entfernt wegen Neubau der Südtangente, älteres Schulhaus von 1874 (Hardtschule), beide Gebäude wurden durch Wilhelm Strieder geplant. Geschützt nach § 2 DSchG |    |
|                | Wohnhaus                                                          | Hardtstr. 15, Lameystr. 20                                                                                        | 1922                      | Wohnhaus, dreigeschossig und traufständig in Ecklage, erbaut von Architekten B.D.A. Wilhelm Peter, Fritz Rössler und Hermann Zelt für Badische Lederwerke. Geschützt nach § 2 DSchG |    |
|                | Wohn- und Geschäftshaus                                           | Hardtstr. 21 | 1900                      | Wohn- und Geschäftshaus, dreigeschossig und traufständig, unverputzt, Ladengeschäft. |    |
|                | Wohnhaus                                                          | Herderstr. 2 | 1907                      | Wohnhaus, dreigeschossig, zweigeschossiger Erker zur Straße, halb freistehend, von Ludwig Trunzer für den Glasermeister Karl Feiler. |    |
|                | Wohn- und Geschäftshaus                                           | Herderstr. 4 | 1907                      | Wohn- und Geschäftshaus, dreigeschossig mit verschindelter Lukarne, Erdgeschoss in Naturstein mit Ladengeschäft einer Bäckerei, zugehöriges zweigeschossiges Hofgebäude als frühere Backstube, von Adolph Hirth für den Bäckermeister Christian Sauer. Geschützt nach § 2 DSchG |    |
|                | Wohnhaus                                                          | Herderstr. 6 | 1912                      | Wohnhaus, dreigeschossig, steinernes Zierrelief an der Haustüre, von Heinrich Koch und Emil Hesselschwerdt für den Malermeister Ludwig Rappler. Geschützt nach § 2 DSchG |    |
|                | Doppelwohnhaus                                                    | Honsellstr. 30, 32                                                                                                | 1920er Jahre              | Doppelwohnhaus, zweigeschossig, mit Walmdach, Standerkern und Dreiecksgiebeln, Fensterbrüstungen expressiv verziert. |    |
|                | Wohnhaus                                                          | Händelstr. 14 | 1910                      | Wohnhaus, Architekt Emil Brannath für die Malermeister Gustav Dold und August Wagner Geschützt nach § 2 DSchG |    |
|                | Wohnhaus in Ecklage                                               | Händelstr. 18 | 1908                      | Eckhaus in Jugendstil. Geschützt nach § 2 DSchG |    |
|                | Wohnhaus in Ecklage                                               | Händelstr. 2 | 1910                      | Wohnhaus in Ecklage, dreigeschossig, mit Lisenengliederung, Mansardwalmdach und Dreiecksgiebeln. |    |
|                | Wohnhaus in Ecklage                                               | Händelstr. 20 | 1900                      | Wohnhaus in Ecklage, dreigeschossig, Lisenengliederung, Krüppelwalmdach. Geschützt nach § 2 DSchG |    |
|                | Wohnhaus für zwei Familien                                        | Händelstr. 22 | 1909                      | Wohnhaus für zwei Familien, von Josef Müller für den Kaufmann Xaver Karth, mit barocken Fensterbrüstungen und neoklassizistischen Giebeln. Geschützt nach § 2 DSchG |    |
|                | Wohnhaus                                                          | Händelstr. 24 | 1907                      | Wohnhaus im Stil des Neoklassizismus von Karl Lang als Architekt und Bauherr. Geschützt nach § 2 DSchG |    |
|                | Fassade eines Wohnhauses                                          | Händelstr. 26 | 1907                      | Fassade eines Wohnhauses, 1907 von Ludwig Trunzer für den Bauunternehmer Julius Giacomelli, nach Bebauungsplan der Architekten Curjel & Moser, nach starken Kriegszerstörungen Wiederaufbau unter Verwendung der Straßenfassade. Geschützt nach § 2 DSchG |    |
|                | Doppelwohnhaus                                                    | Händelstr. 28, Kaiserallee 50                                                                                     | 1910                      | Doppelwohnhaus, dreigeschossig in Ecklage, von Leopold Walther für den Glasmeister Karl Bäder und den Schreinermeister August Schaier, nach einem Plan des Architekturbüros Curjel & Moser für die Bebauung der Händelstraße. Geschützt nach § 2 DSchG |    |
|                | Wohn- und Geschäftshaus in Ecklage                                | Kaiserallee 115                                                                                                   | 1906                      | Wohn- und Geschäftshaus in Ecklage, Fassade und Treppenhaus mit Wohnungstüren. Kulturdenkmal-Eigenschaft wurde reduziert nach einem Brand im April, 2006. Geschützt nach § 2 DSchG |    |
|                | Fassade des Gebäudes                                              | Kaiserallee 119                                                                                                   | 1913                      | |    |
|                | Wohnhaus                                                          | Kaiserallee 139                                                                                                   | 1900                      | Wohnhaus |    |
|                | Mietwohnhaus mit Laden und Hintergebäude                          | Kaiserallee 52 | 1906                      | Mietwohnhaus mit Laden und Hintergebäude, von L. Linder. |    |
|                | Wohnhaus                                                          | Kaiserallee 60 | 1900                      | Geschützt nach § 2 DSchG |    |
|                | Mietwohnhaus                                                      | Kaiserallee 64 | 1892                      | Mietwohnhaus, 1892 von Gustav Zinser, Heinrich Sexauer für Schreinermeister August Stöckle. Geschützt nach § 2 DSchG |    |
| Weitere Bilder | Katholische St. Peter- und Paulskirche                            | Peter-und-Paul-Platz 1 (Karte)                                                                                    | 1884                      | Katholische St. Peter- und Paulskirche, 1884–86 von Adolf Williard, 1944 zerstört, 1954/55 Wiederaufbau durch Werner Groh. Geschützt nach § 2 DSchG |    |
| Weitere Bilder | Landgraben, Hauptzustieg Lameyplatz                               | Lameyplatz, Alb, Nähe Honsellstraße, Durlacher Allee, Kapellenstraße, Sophienstraße, Steinstraße                  | 1878                      | Landgraben, Hauptzustieg, Entwässerungs- und Abwasserkanal von Durlacher Allee, Kapellenstraße, Mendelssohnplatz, Steinstraße, Marktplatz, Hebelstraße, weiter in Richtung Kaiserstraße, in Höhe der Herrenstraße biegt der Graben nach Südwesten ab, unterquert Ludwigsplatz und Stephanplatz, bis er dann auf Höhe der Lessingstraße auf die Sophienstraße trifft; diese Straße zeichnet den weiteren Verlauf des Landgrabens nach, der bis zum Lameyplatz ausgebaut ist; der Landgraben ist der Hauptsammelkanal der Stadt Karlsruhe, der in seiner heutigen Form im Wesentlichen in den Jahren zwischen 1878 und 1905 gebaut bzw. überbaut worden ist. Geschützt nach § 2 DSchG |    |
|                | Wohnhaus                                                          | Ludwig-Marum-Str. 24                                                                                              | 1900                      | Wohnhaus, dreigeschossig, teilweise mit Schiefer verkleidet. Geschützt nach § 2 DSchG |    |
|                | Majoliken und Skulpturen der Draisschule                          | Tristanstr. 1 | 1952                      | Majolika Wandbild des Freiherrn von Drais mit einem Vogelschwarm vor der Karlsruher Pyramide, an der Westgiebelwand des nördlichen Quertraktes, nach 1952 (Baubeginn der Schule) durch den Bildhauer Carl Egler aus Karlsruhe Majolika-Sonnenuhr, an der südlichen Giebelwand des südwestlichen, dreigeschossigen Schulgebäudes, nach 1952 (Baubeginn) durch den Bildhauer Carl Egler aus Karlsruhe Brunnenfiguren auf dem Schulhof, Bronzestatue zweier Wasser speiender Knaben, von Carl Egler, gegossen durch die Firma Wilhelm Wölfle aus Stuttgart, 1956, Brunnenanlage entfernt. Majolika-Wandbild in der Eingangshalle der Draisschule (hier: dreigeschossiger ehem. Verwaltungsbau im Südwesten der Anlage): Majolika-Wandbild als illustrierte Karte des neu gegründeten Bundeslandes Baden-Württemberg, zwischen 1952 (Baubeginn des Hauses) und 1956 (Einweihung) durch den Bildhauer Carl Egler aus Karlsruhe. Majolika-Wandbild mit Brunnenbecken, stehender Jüngling mit Stab und kniender Jüngling mit Ball in antikisierendem Gewand, von Carl Egler aus Mühlburg (Signatur), 1959–60. Majolika-Wandbild in der älteren Turnhalle der Draisschule, zusammengesetztes mehrfarbiges Kachelbild mit Sport- und Tierdarstellungen, 1959–60 von B. Wuorz Geschützt nach § 2 DSchG |    |
|                | Fachwerkwohnhaus                                                  | Marktstr. 2b | 1800                      | Fachwerkwohnhaus, Vorderhaus, verputzt. Geschützt nach § 2 DSchG |    |
|                | Wohn- und Atelierhaus Carl Egler                                  | Marktstr. 4 | 1936                      | Wohn- und Atelierhaus von Carl Egler, eingeschossig und traufständig, Wände und Decken im Inneren von Carl Egler von 1936 an bildhauerisch gestaltet und ausgestattet unter Mitwirkung der Brüder Willi und Ludwig Egler, darunter Chamäleon-Brünnlein im Hof, Bronzebüste von Eglers Mutter, zugehöriger Garten mit Scheune(Atelier). Der Kern des Hauses ist aus dem 18. Jahrhundert. Geschützt nach § 2 DSchG |    |
|                | Mietwohnhausanlage                                                | Brahmsstr. 14, 16, 18, Kalliwodastr. 2, 4, 6, 8, Ludwig-Marum-Str. 31, 32, Philippstr. 16, 18, 20, 22, 24, 26, 28 | 1922                      | Mietwohnhausanlage, geschlossene drei- bis viergeschossige Vierflügelanlage, teilweise mit Mansardwalmdächern, verputzter Massivbau mit neobarocken Gestaltungselementen, eingefriedete Vorgärten, großer begrünter Innenhof, historischer Fensterbestand nur noch in den Treppenhäusern und in einigen Wohnungen zum Innenhof hin erhalten, zugehöriges Ladengeschäft; erbaut 1922–1925 nach den Plänen von Hans Zippelius für die „Wohnungsbau für Industrie und Handel GmbH“. Geschützt nach § 2 DSchG |    |
|                | Wohnhaus                                                          | Moltkestr. 129 | ca 1925                   | Wohnhaus, dreigeschossig und traufständig mit zwei Erkern, expressionistische Details, von Hermann Loesch. Geschützt nach § 2 DSchG |    |
|                | Wohnhaus                                                          | Moltkestr. 131 | 1925                      | Wohnhaus, dreigeschossig und traufständig, große Balkonanlage mit Säulen. |    |
|                | Wohnhaus                                                          | Moltkestr. 137 | ca 1905                   | Dreigeschossiges und traufständiges Haus. |    |
|                | Wohnhaus                                                          | Nuitsstr. 18 | Ende des 19. Jahrhunderts | Wohnhaus, Ende des 19. Jahrhunderts, aufwändig gestaltete Fassade aus Sandstein und Klinker. Geschützt nach § 2 DSchG |    |
|                | Wohnhaus                                                          | Nuitsstr. 23 | 1870                      | Wohnhaus, Erker in Holzkonstruktion, farbiger Fries unterhalb der Traufe, als eingeschossige Hälfte eines Doppelhauses durch Christian Fleck errichtet, 1892 für Hauptmann Rowan aufgestockt und umgebaut, OG aus hellen Klinkern, Erker in Holzkonstruktion, ornamental gemalter Fries unterhalb der Traufe, Seitenflügel in Fachwerk mit Backsteinausfachung, 1922 Erneuerung des Erkers. Geschützt nach § 2 DSchG |    |
|                | Wohnhaus                                                          | Peter-und-Paul-Platz 5                                                                                            | ca 1910                   | Wohnhaus, seit 1912 katholisches Schwesternwohnhaus, seit 1913 in Ordensbesitz, dreigeschossiger Massivbau, rustiziertes Erdgeschoss, Fassadenschmuck im Stile des Neubarock, über dem Portal eine Skulptur des Heiligsten Herzens Jesu, nach Plänen des Architekten Heinrich Sexauer aus Karlsruhe, 1942 Beschädigung durch Luftangriffe und Notreparatur durch Flachdach, 1945 zunächst auch als Pfarrhaus genutzt, später Neuerrichtung des Daches. Geschützt nach § 2 DSchG |    |
|                | Rheinhafen                                                        | An der Anlegestelle 1, Südbeckenstr. 3, Werftstr. 1, 1a, 2, 3, 5, 7, 9, 11                                        | 1900                      | Rheinhafen, Mittel- und Südbecken von 1901, Nordbecken von 1911, mit Kaimauern, Uferböschungen und Gleisanlagen sowie Hochbauten: Hafendirektionsgebäude (Werftstr. 2, 1900–1901 von August Stürzenacker), Werfthalle I mit Trafohäuschen (Werftstr. 3, 1900–1902 von August Stürzenacker), Silogebäude (Werftstr. 7, 1901–1902 von Hermann Walder), Werfthalle III (Werftstr. 9, 1912), Pumphaus, Werkstatt, Technische Einrichtungen: Drei Verladebrücken (1911–1913); Hafenbau wurde 1898 begonnen, Inbetriebnahme im Mai 1901, offizielle Einweihung 27. Mai 1902 (Sachgesamtheit). Geschützt nach § 2 DSchG |    |
|                | Wohnhaus                                                          | Rheinstr. 105 | 1910                      | |    |
|                | Wohnhaus                                                          | Rheinstr. 107 |                           | Wohnhaus Geschützt nach § 2 DSchG |    |
|                | Wohn- und Geschäftshaus                                           | Rheinstr. 36a | 1900                      | Wohn- und Geschäftshaus, viergeschossig und traufständig, um 1900 Geschützt nach § 2 DSchG |    |
|                | Wohn- und Geschäftshaus                                           | Rheinstr. 63 | 1904                      | Geschützt nach § 2 DSchG |    |
|                | Wohnhausgruppe mit Nebengebäuden                                  | Rheinstr. 64, 66, 68                                                                                              | 1899                      | Wohnhausgruppe mit Nebengebäuden, dreigeschossig, Architekt Gustav Zinser für den Maurermeister Friedrich Pfeifer, 1899–1901 Geschützt nach § 2 DSchG |    |
|                | Schul- und Rathaus                                                | Hardtstr. 3, 5 | 1847                      | Schul- und Rathaus, 1847, Schlussstein des Vorgängerbaus bez. „1697“, Nebengebäude und Einfriedung mit Tor zugehörig, Feuerwehrhaus nicht zugehörig. Geschützt nach § 2 DSchG |    |
|                | Doppelmietwohnhaus                                                | Schumannstr. 3, 5                                                                                                 | 1904                      | Doppelmietwohnhaus, dreigeschossig mit Gartenumfriedung, nach Plänen der Architekten Wellbrock und Schäfers, für Baumeister Carl Ehrle (Nr. 3) und Kaufmann Hermann Verloop (Nr. 5), 1904. Geschützt nach § 2 DSchG |    |
|                | Wohnhausgruppe                                                    | Schumannstr. 6, 8, 10                                                                                             | 1904                      | Wohnhausgruppe, dreigeschossig, 1904. Geschützt nach § 2 DSchG |    |
|                | Doppelmietwohnhaus                                                | Schumannstraße 7, 9                                                                                               | 1904                      | Doppelmietwohnhaus, freistehender dreieinhalbgeschossiger und traufständiger Massivbau mit Mansarddach und Walmdächern über den Seitenrisaliten, zugehöriger Vorgarten mit Einfriedung, 1904–06 durch Wellbrock & Schäfers geplant für die Kaufleute Hermann Verloop (Nr. 7, 1906 fertig gestellt) und Peter Kempermann (Nr. 9, Fertigstellung nach Besitzerwechseln wohl unter Planungsänderungen durch den Architekten Adam Zippelius erst 1914), 1944 Beschädigung durch Brandbomben im Dach und Dachgeschoss, 2. Obergeschoss und im Treppenhaus (nur Nr. 9), 1948 Wiederaufbau beider Gebäude durch die Architekten Pfeifer & Grossmann als Bauherren. Geschützt nach § 2 DSchG |    |
| Weitere Bilder | Seldeneck'sche Brauerei                                           | Fabrikstr. 14, Hardtstr. 35, 37a, 37d, 37e, 39c, Sonnenstr. 9                                                     | 1863                      | Seldeneck'sche Brauerei, Brauerei bis 1920, dann Konservenfabrik, heute Kulturzentrum, die Anlage besteht aus: Geschützt nach § 2 DSchG |    |
|                | Wartehalle                                                        | Am Entenfang 1a                                                                                                   | 1955                      | Wartehalle mit Bedürfnisanstalt, eingeschossig, unterkellert, 1955 durch das Städtische Hochbauamt Karlsruhe, 1979 Einbau eines Kiosks Geschützt nach § 2 DSchG |    |
|                | Werfthalle I                                                      | Werftstr. 3 | 1900–1902                 | Werfthalle I, 1900–1902 von August Stürzenacker Geschützt nach § 2 DSchG |    |